# Mystic River Rugby Club
Maillots
Actualités
Le Mystic River Rugby Club est un club de rugby à XV américain créé en 1974 et évoluant en Men's D1 Club Championship.

## Palmarès
- Finaliste de la Men's D1 Club Championship en 1992.